# Cerocoma albopilosa
Cerocoma albopilosa is een keversoort uit de familie van oliekevers (Meloidae). De wetenschappelijke naam van de soort is voor het eerst geldig gepubliceerd in 1993 door Dvorák.